# Utah Grizzlies
Utah Grizzlies – amerykański klub hokeja na lodzie z siedzibą w West Valley City.

## Historia
W przeszłości istniał klub Utah Grizzlies grający w ligach IHL i AHL.
Poprzednikami prawnymi powstałego w 2005 klubu Utah Grizzlies były podmioty: Nashville South Stars (1981–1983), Virginia Lancers (1983–1990), Roanoke Valley Rebels (1990–1992), Roanoke Valley Rampage (1992–1993), Huntsville Blast (1993–1994), Tallahassee Tiger Sharks (1994–2001), Macon Whoopee (2001–2002), Lexington Men O' War (2002–2003).
W 2005 Utah Grizzlies przystąpi do rozgrywek ECHL. Drużyna została zespołem farmerskim dla klubów Colorado Eagles z AHL oraz Colorado Avalanche z NHL.